# سونیک رایدرز: زیرو گرویتی
سونیک رایدرز: زیرو گرویتی یا سوارکاران سونیک: جاذبهٔ صفر (به انگلیسی: Sonic Riders: Zero Gravity) یک بازی ویدئویی مسابقه‌ای هاوربرد توسعه‌یافته توسط سونیک تیم می‌باشد که در سال ۲۰۰۸ توسط سگا برای پلی‌استیشن ۲ و وی منتشر گردید. و دومین بازی از مجموعهٔ اسپین‌آف تریلوژی سونیک رایدرز می‌باشد.